# Stadtpark Meiderich

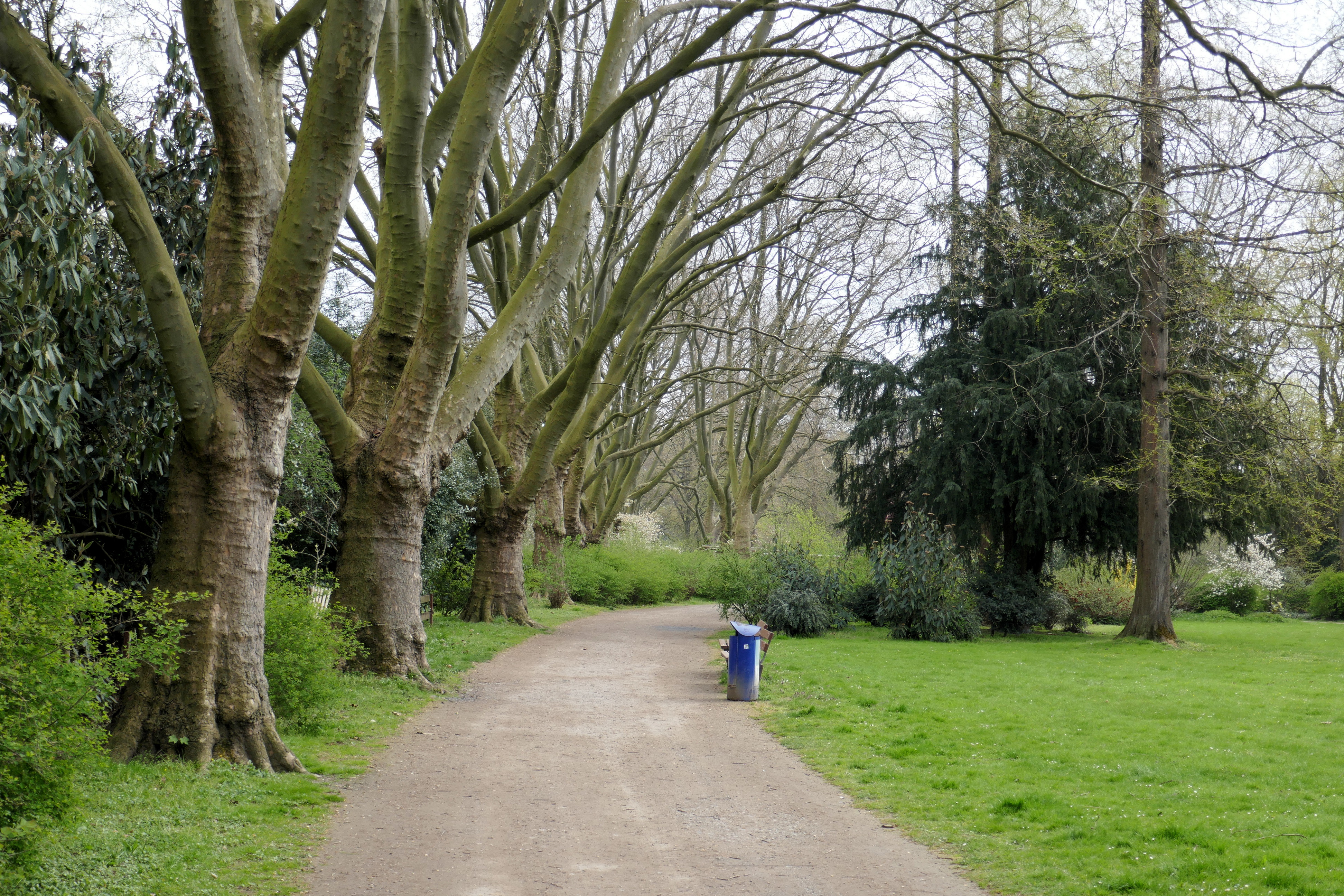
Stadtpark Meiderich

Der Stadtpark Meiderich ist eine ca. 17,5 Hektar große Erholungsanlage im nördlichen Duisburger Stadtteil Meiderich in unmittelbarer Nähe zur Stadtautobahn A59.

## Geschichte
Die Planungen zur Errichtung des Meidericher Stadtparks begannen zu einer Zeit, als Meiderich noch eine eigenständige Stadt war, nämlich zwischen 1896 und 1905. Die Initiative beruht im Wesentlichen auf dem Engagement des Meidericher Bürgermeisters Josef Pütz.
Auf Grund eines Beschlusses der Duisburger Stadtverordnetenversammlung aus dem Jahre 1911 wurde der Park zwischen 1911 und 1913 in seiner Grundstruktur fertig gestellt. Von 1923 bis 1927 erfolgten einige Erweiterungen, wie der Neubau des beheizbaren Seerosenbeckens (1923), der Stauden- und Rosengarten für die Stadtgärtnerei (1925), das Stadtgarten-Café (1925) und die Erweiterung nach Westen um 9 Hektar mit dem Konzert- und dem Sportplatz. In der Folgezeit war der Stadtpark ständigen Veränderungen unterworfen. Wegen des Baus der Berliner Brücke (A 59) musste ein Teil des östlichen Abschnitts abgetrennt werden. 1990 wurden die Spielplatzeinrichtungen neu gestaltet.
Beim Bau der Duisburger U-Bahn (Baubeginn 11. Juli 1992) wurde ein versteinerter Baumstamm gefunden, dessen Alter durch ein Gutachten der Universität Göttingen auf 4470 Jahre beziffert wurde. Er befindet sich heute im Stadtpark.

## Gegenwart
Auch heute prägen gartenähnlich angelegte und durch ein umfangreiches Wegenetz erschlossene Ruhebereiche das Bild des Stadtparks, wie großzügige Wald-, Wiesen- und Wasserflächen, auf denen zahlreiche Einzelbäume und Baumgruppen mit unterschiedlichen Gehölzflächen angeordnet sind, sowie Rosen- und Staudenbeete. An Freizeiteinrichtungen findet man hier eine Parkgastronomie, Spielplätze, einen Minigolfplatz, einen Trimm-dich-Pfad, einen Hundedressurplatz und Kleingartenanlagen im Westen des Parks.
Für die stark belasteten Ortsteile Unter- und Mittelmeiderich stellt der Stadtpark einen wichtigen Erholungsraum dar.

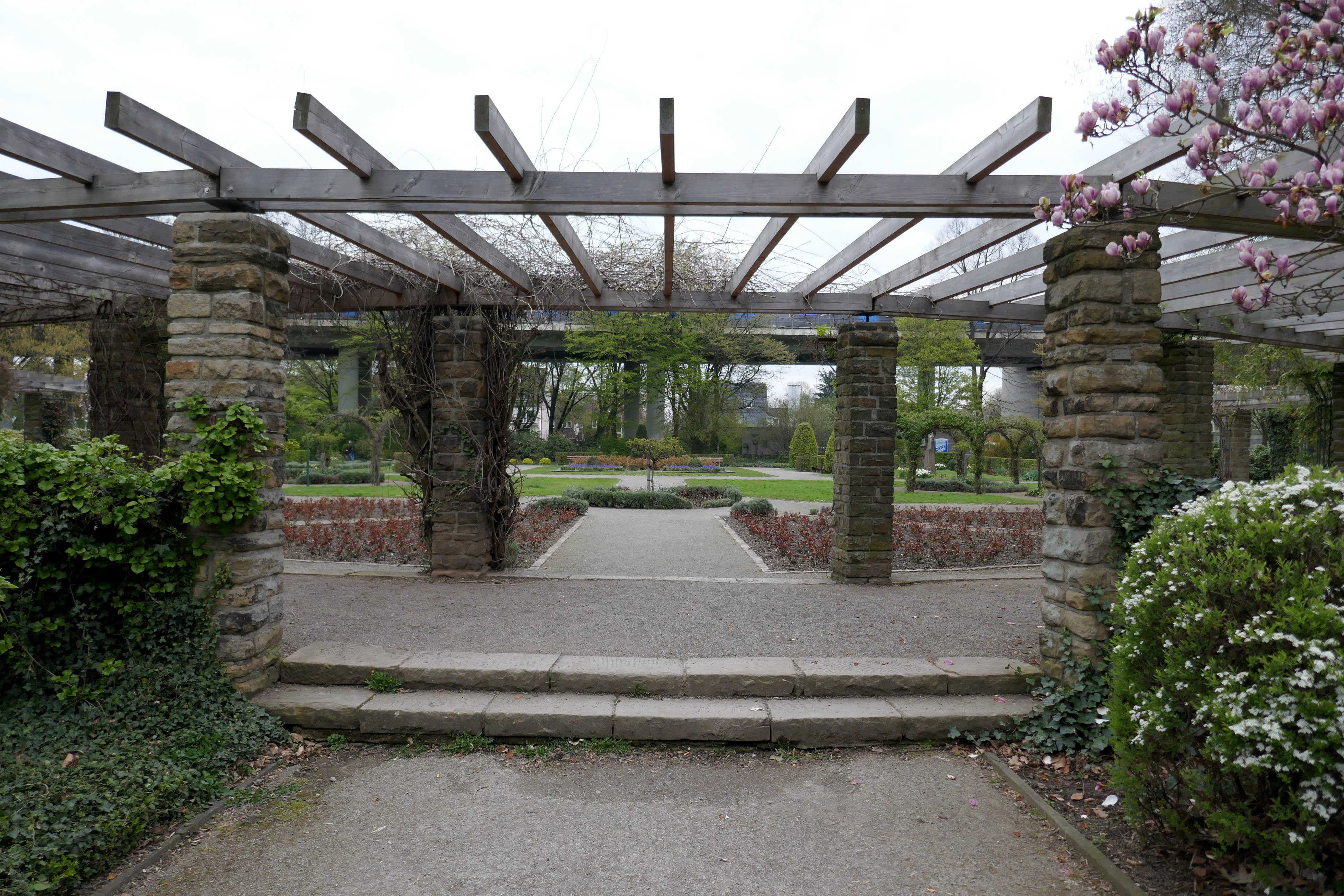
Rosengarten
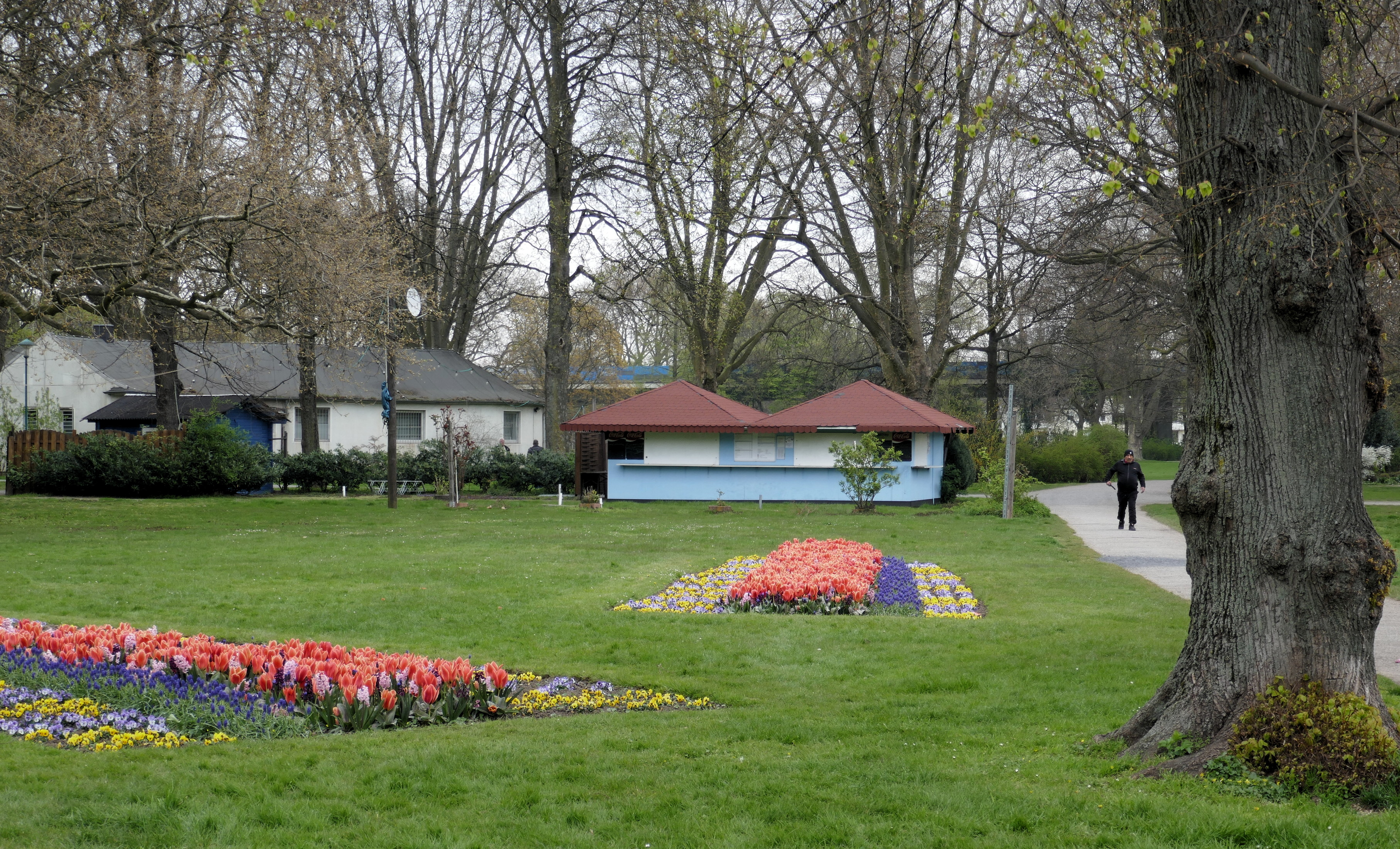
Kiosk Parkcafé
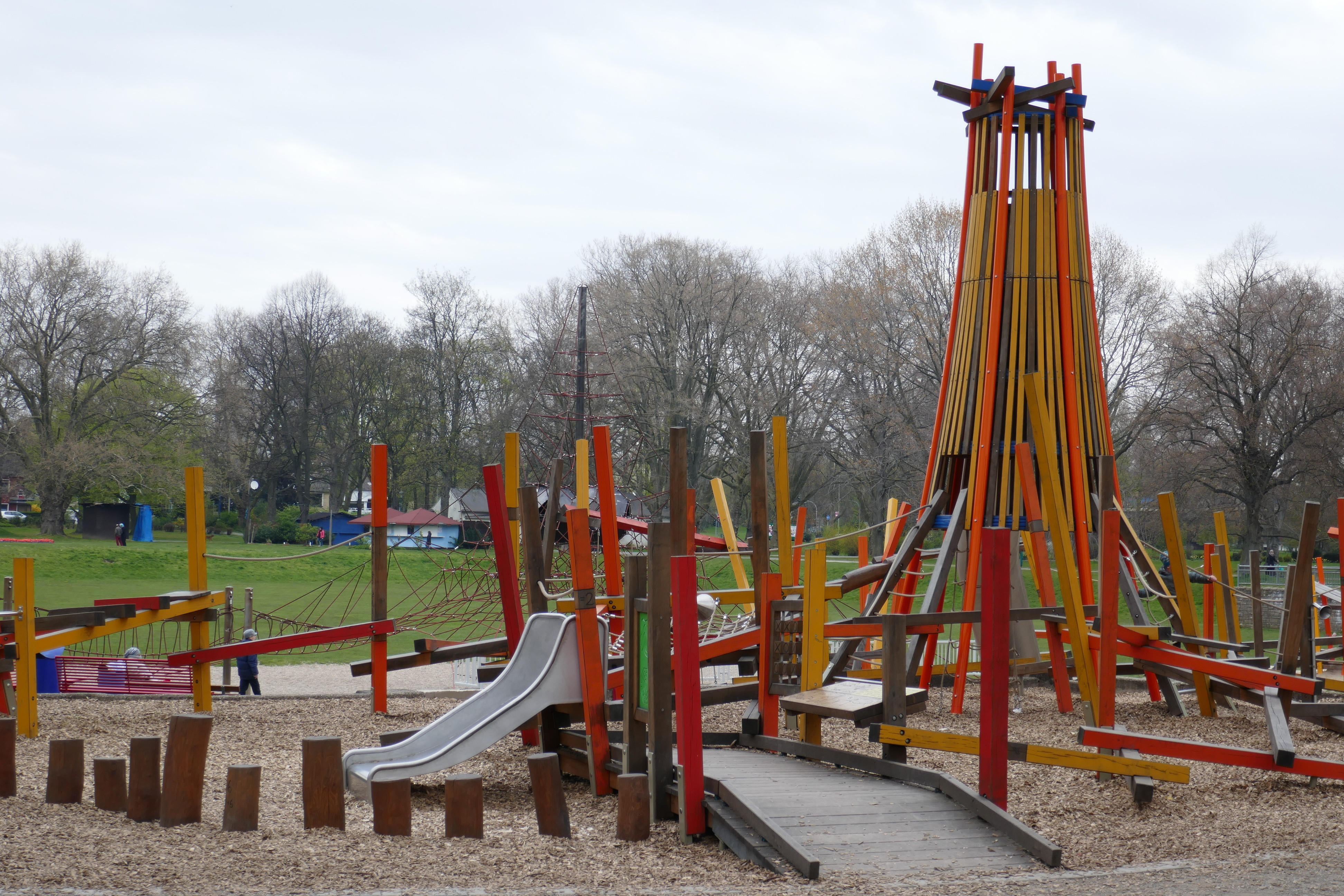
Spielplatz
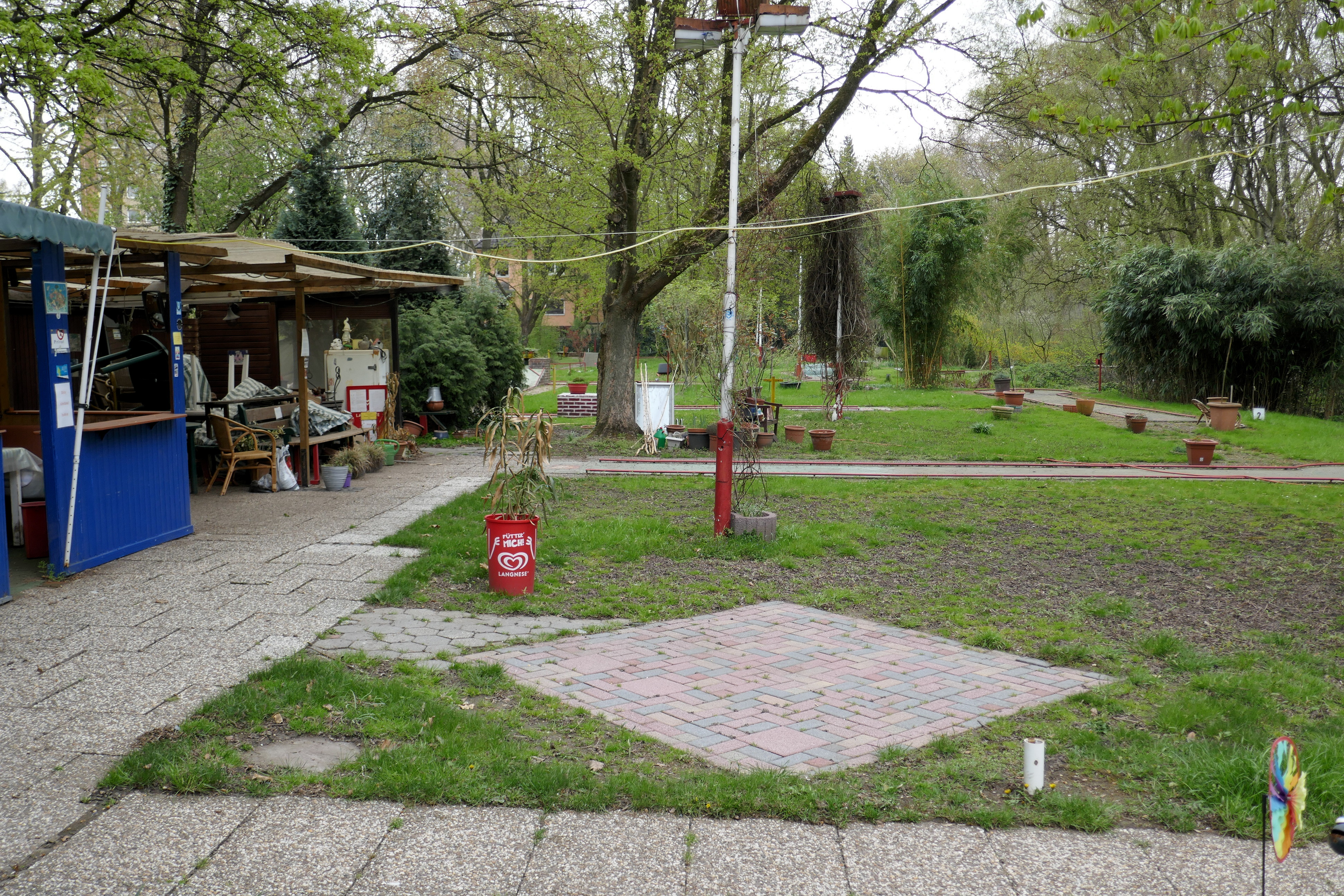
Minigolf-Anlage
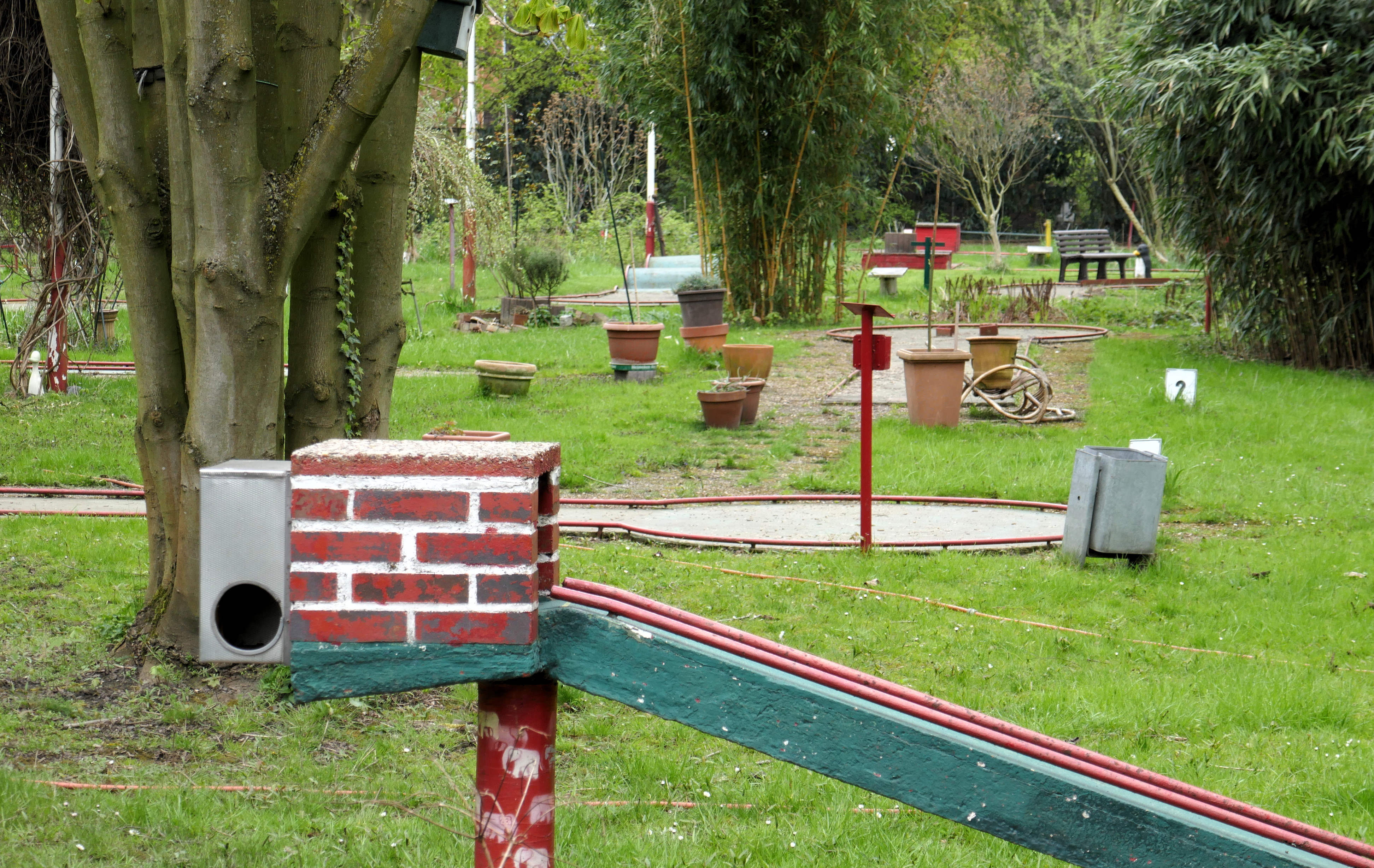
Minigolf-Anlage
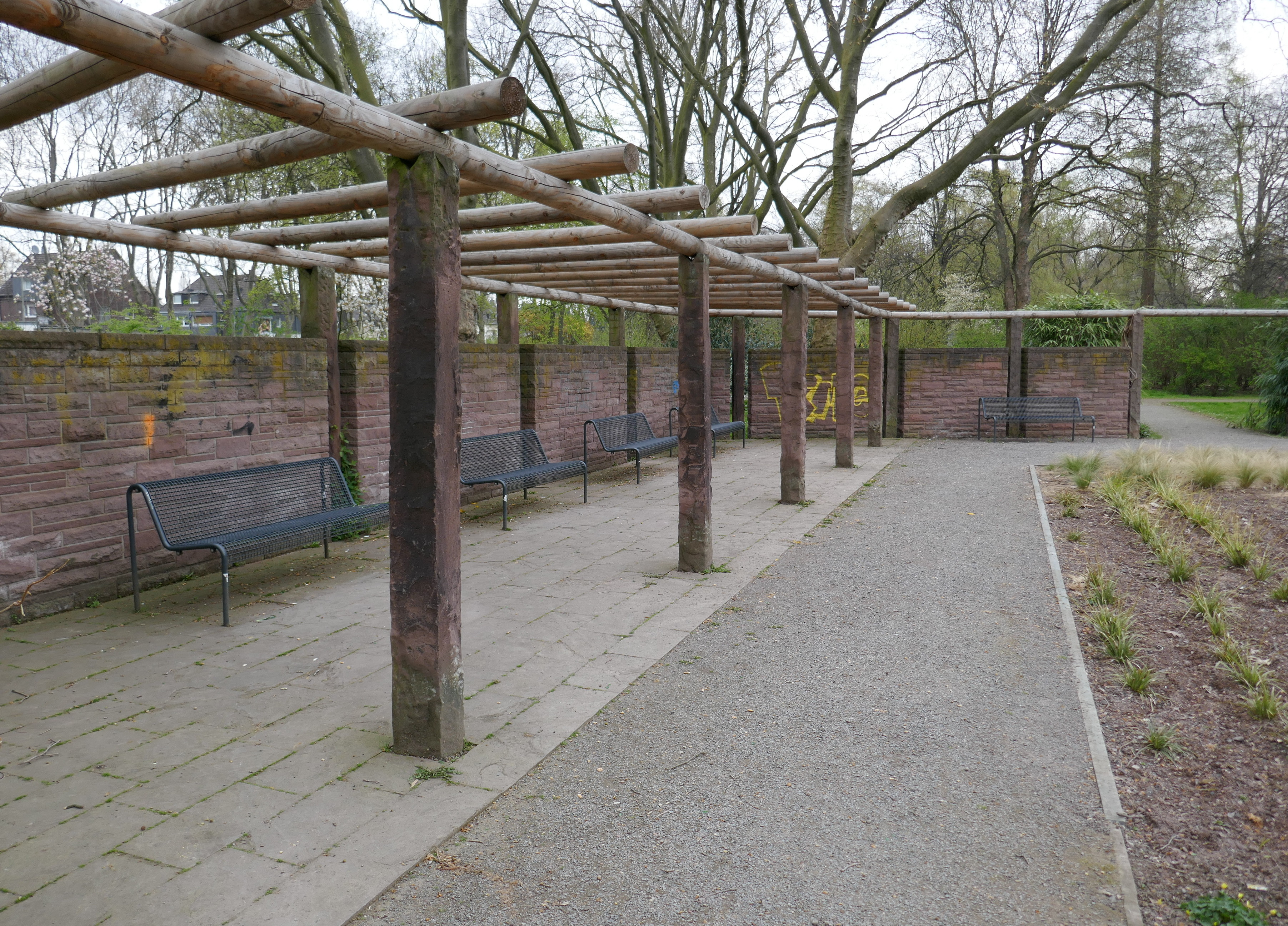
Pergola mit Sitzgelegenheit

## Kunst und Denkmäler
Im Park sind einige Skulpturen des Künstlers Chinmayo aufgestellt. In der Nähe der Paul-Bäumer-Straße befindet sich ein Denkmal für den Flugpionier Paul Bäumer. Eine Platane am Spielplatz ist als Naturdenkmal MB1 der Stadt Duisburg eingetragen. Vertreter der Jüdischen Gemeinde Duisburg / Mülheim / Oberhausen, des Verbands islamischer Kulturzentren, der katholischen Gemeinde St. Michael und der evangelischen Kirchengemeinde Meiderich haben am 25. März 2012 den Baum der Verständigung gepflanzt, worauf eine Tafel hinweist.

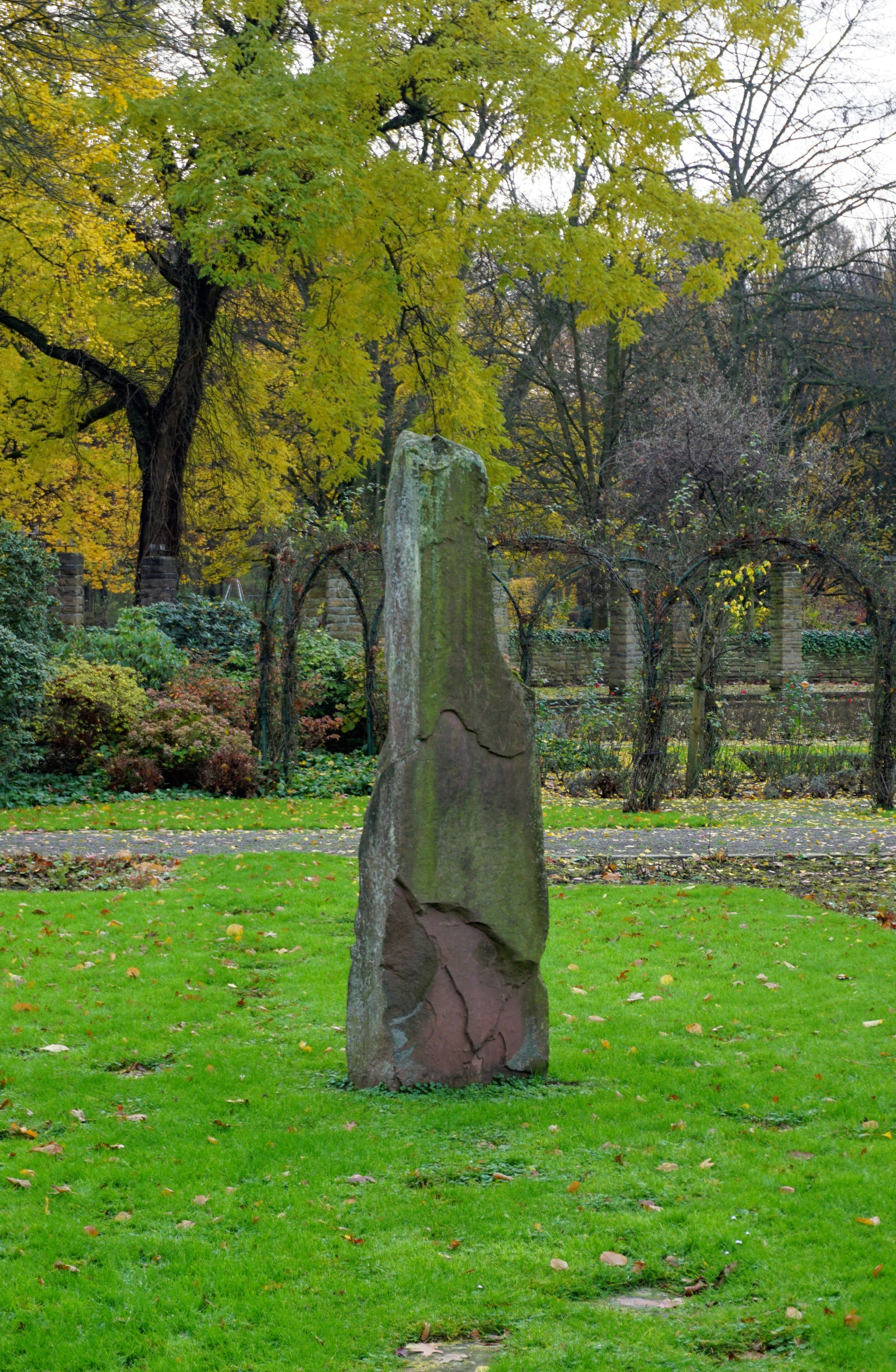
Der Freund (Chinmayo)
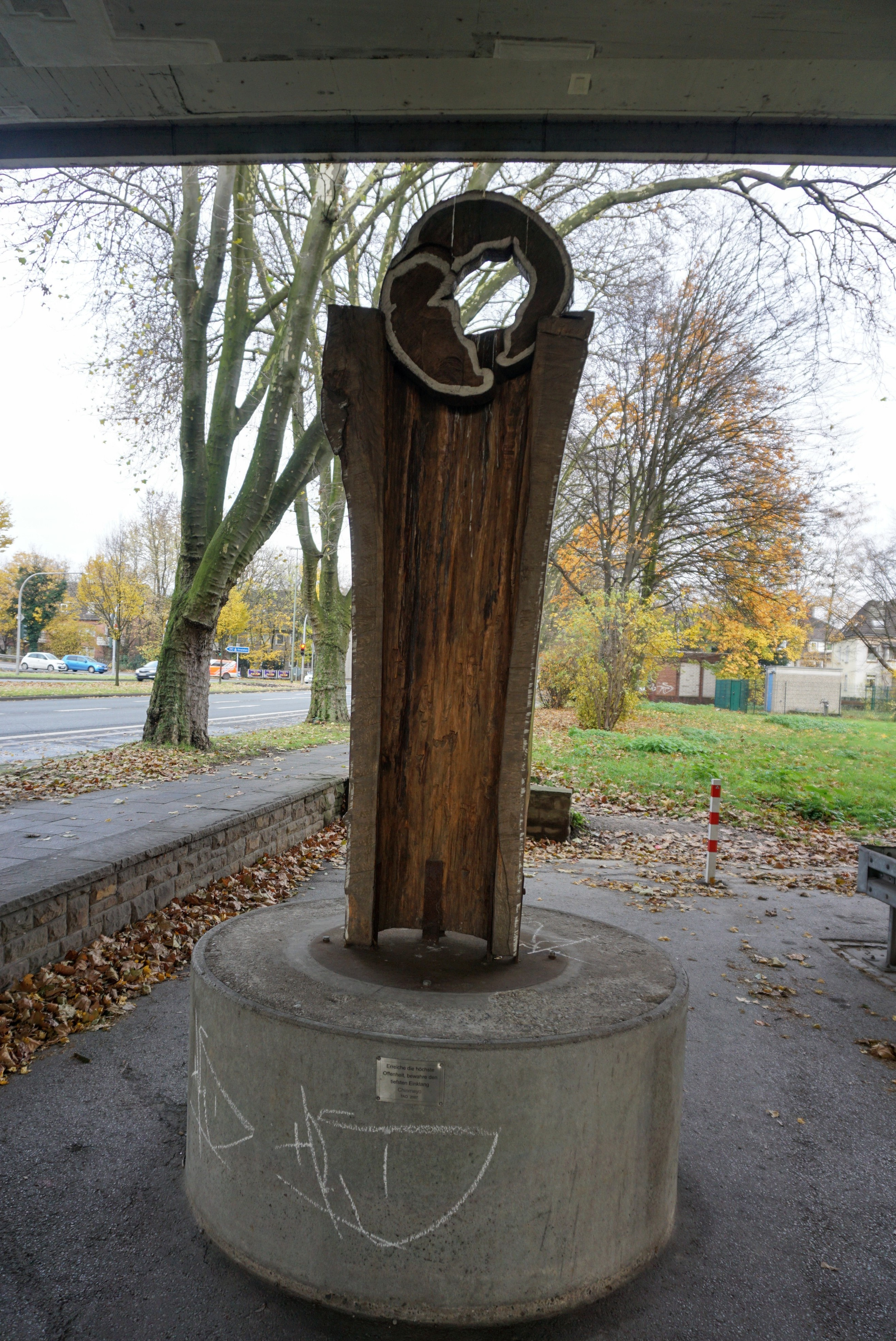
Erreiche Duisburg (Chinmayo)
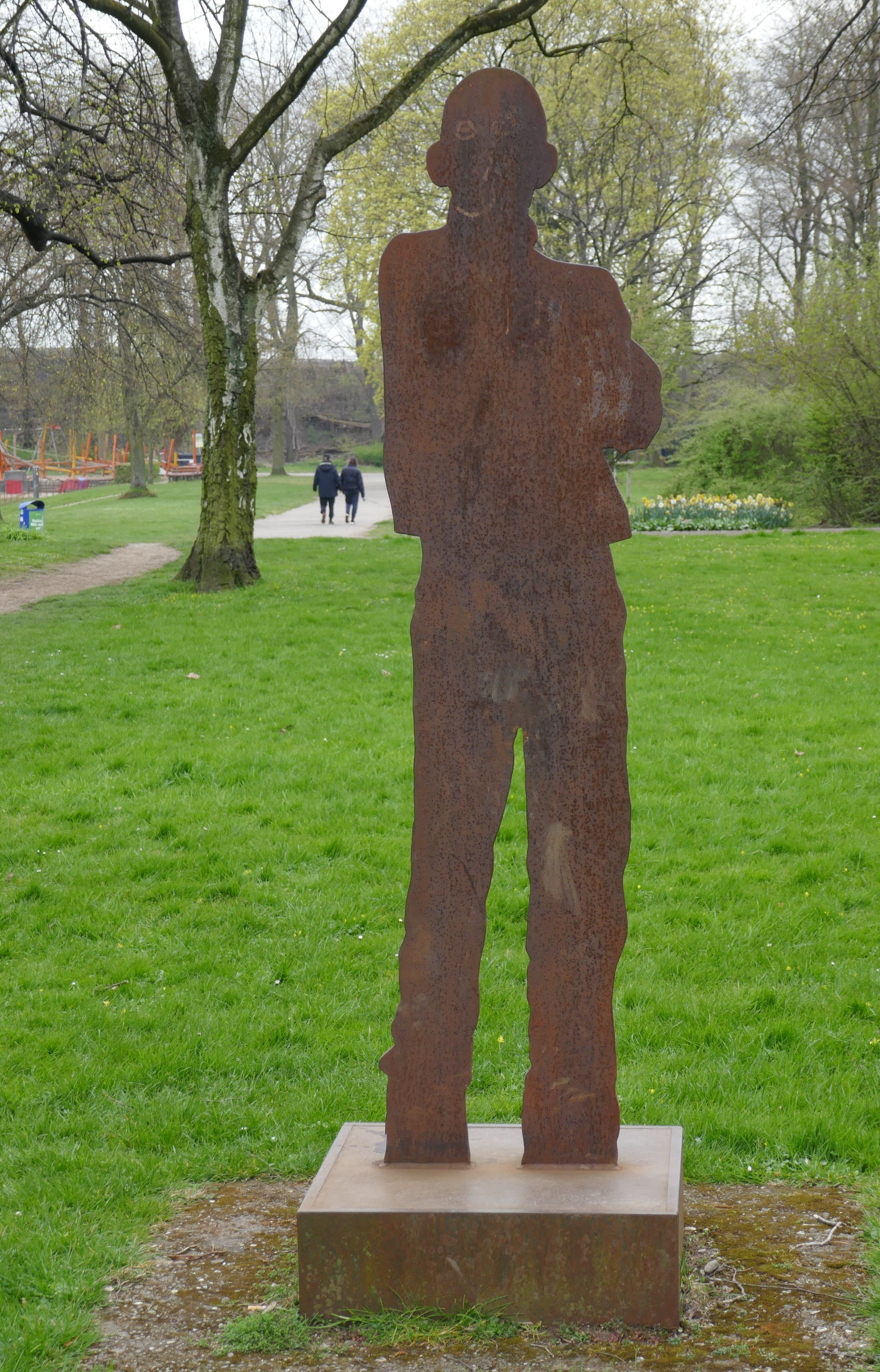
Beobachter (Chinmayo)
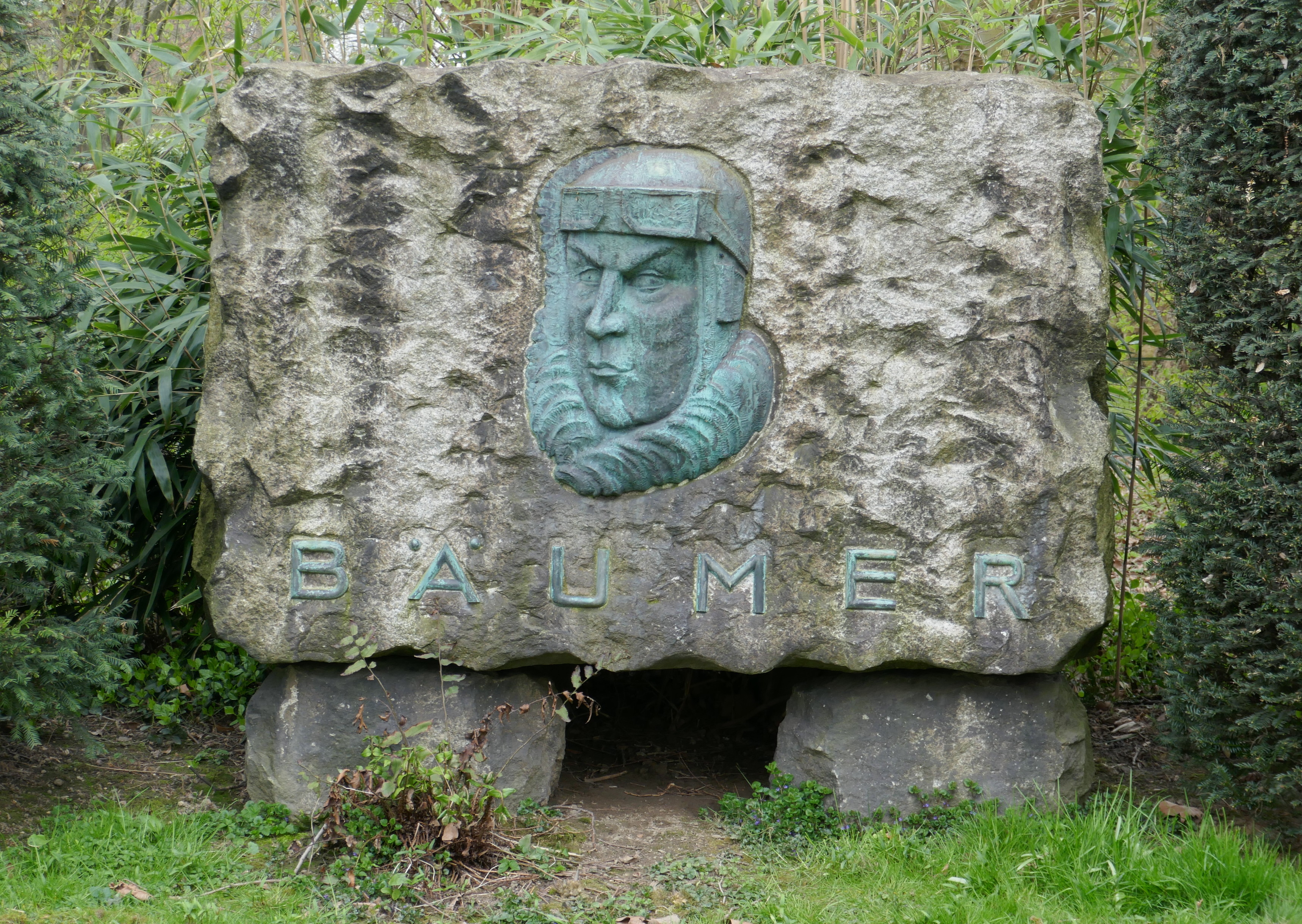
Paul-Bäumer-Denkmal
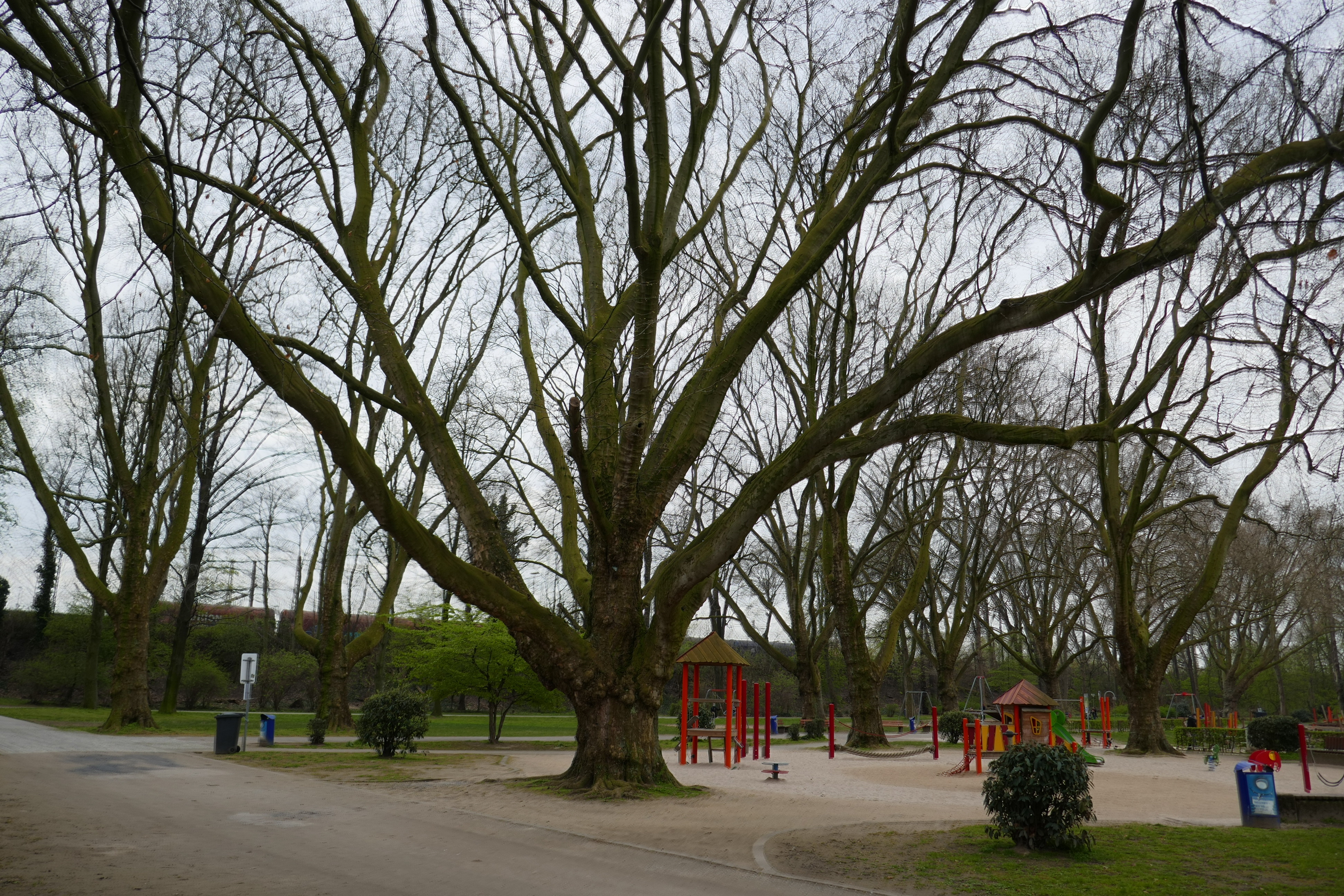
Platane am Spielplatz (Naturdenkmal)
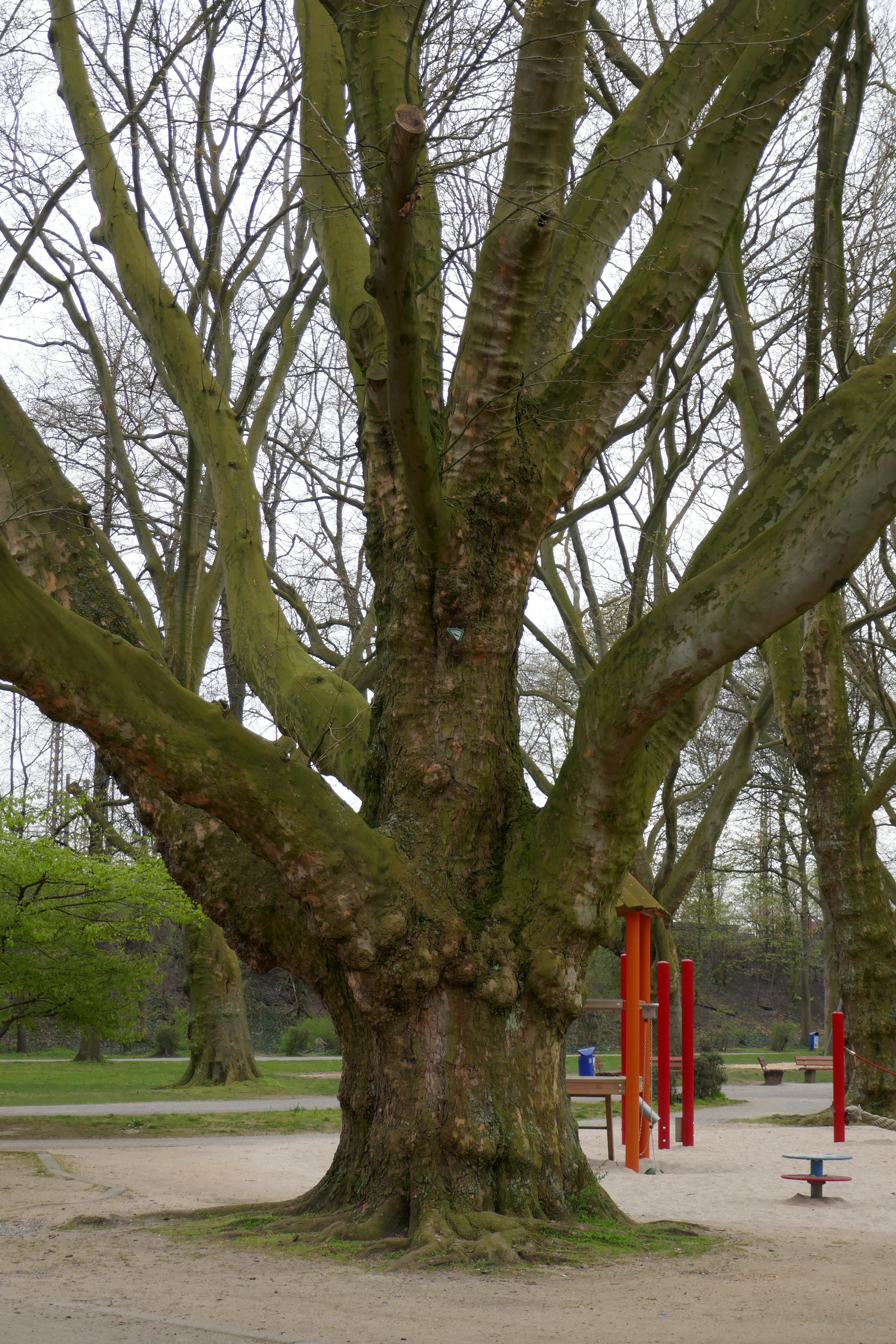
Platane am Spielplatz (Naturdenkmal)
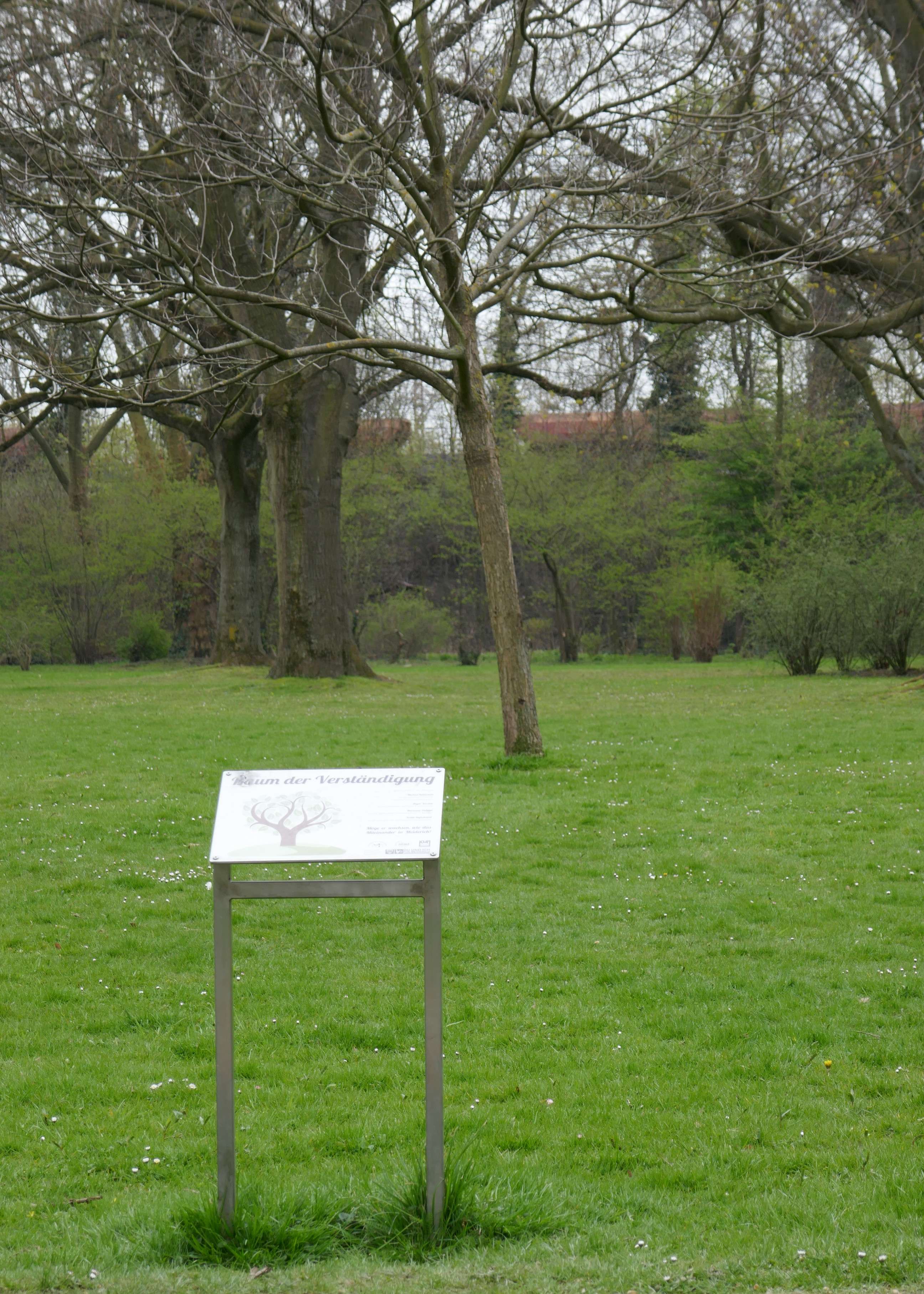
Baum der Verständigung
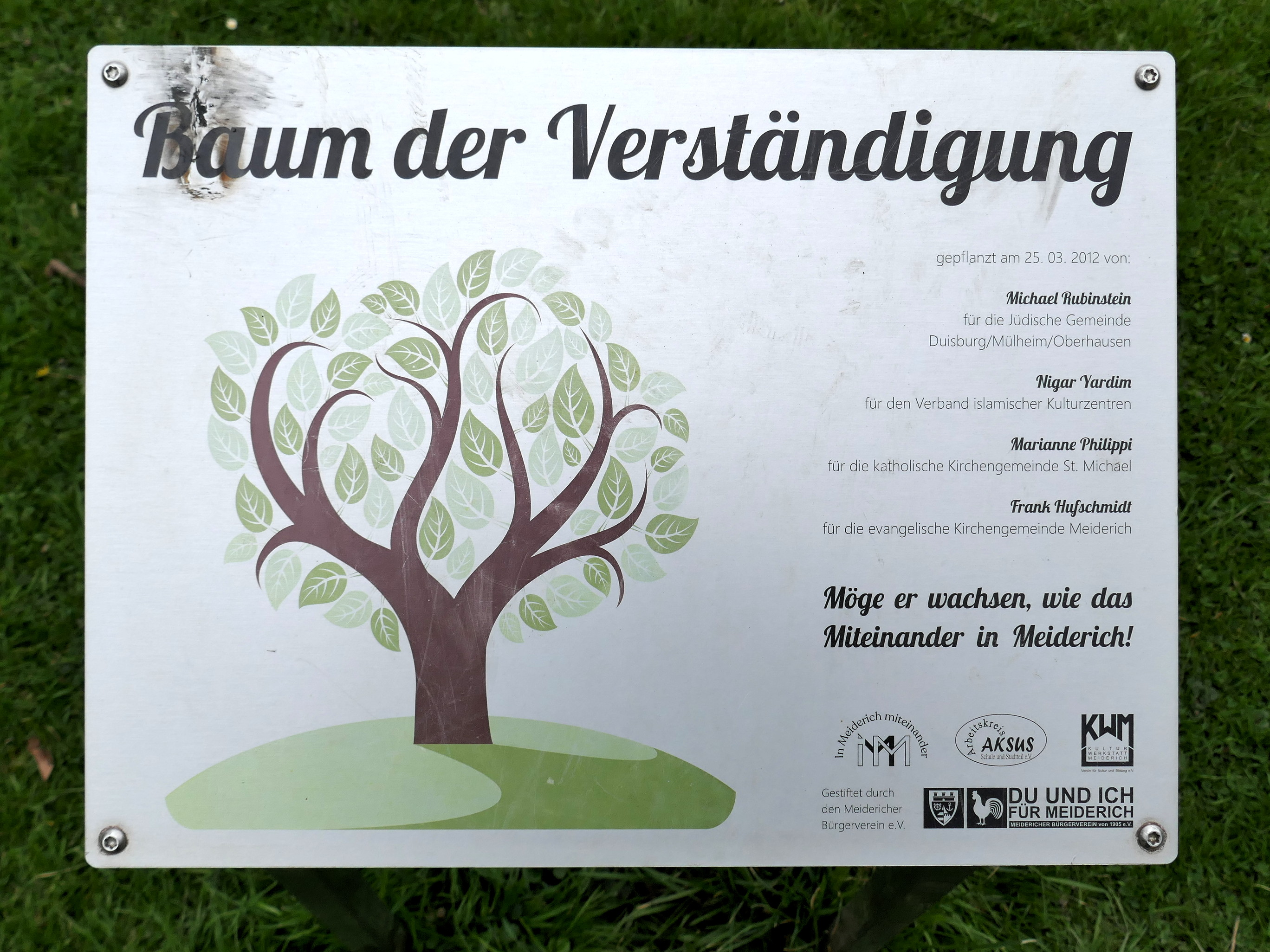
Infotafel